# Túlio de Melo
Túlio Vinícius Fróes de Melo, kendt som Túlio de Melo (født 31. januar 1985 i Montes Claros) er en brasiliansk fodboldspiller, der i øjeblikket spiller som angriber for Avispa Fukuoka i Japan.
Melo startede karrieren hos Atlético Mineiro startende i 2003. Han har også spillet for klubben i sin ungdomskarriere.
I 2004-2005 sæsonen blev han dog lejet ud til danske AaB grundet manglende potentiale og spilletid. Han spillede her 19 kampe og scorede 6 mål.
I 2005 forlod han Atlético Mineiro til fordel for franske Le Mans. Her spillede han indtil 2008 hvor han nåede at score 22 mål i 79 kampe.
I 2008 skiftede han til Palermo i Italien, og uden at blive noteret for en eneste kamp, skiftede han i samme sæson videre til Lille i Frankrig.